# طواف فلاندرز 1975
طواف فلاندرز 1975 هو سباق دراجات هوائية أقيم بتاريخ 6 أبريل 1975، تكون السباق من 1 مراحل وامتدّ لمسافة 255 كم بسرعة 40.691 كم/س، استغرق السباق 6 ساعة 16 دقيقة. فاز به البلجيكي إيدي ميركس وحلّ ثانيا فرانز فيربيك.

## الترتيب
| م                     | الدرّاج       | البلد  | الزمن           |
| --------------------- | ------------ | ------ | --------------- |
| الفائز بالترتيب العام | إيدي ميركس   | بلجيكا | 6 ساعة 16 دقيقة |
| الثاني                | فرانز فيربيك | بلجيكا |                 |